# Karel Voborník
Karel Voborník (* 28. září 1947) je bývalý československý motocyklový závodník, reprezentant v ploché dráze.

## Závodní kariéra
V Mistrovství světa jednotlivců skončil nejlépe v roce 1973 na 15. místě v kontinentálním finále. V Mistrovství světa družstev startoval v roce 1974.
V Mistrovství Československa jednotlivců skončil v roce 1971 na 17. místě, v roce 1972 na 19. místě, v roce 1973 na 12. místě, v roce 1974 na 12. místě, v roce 1975 na 12. místě, v roce 1976 na 4. místě, v roce 1977 na 13. místě, v roce 1978 na 12. místě, v roce 1979 na 16 místě a v roce 1980 na 16. místě. Závodil za AMK Bateria Slaný.